# Klugerella olasoi
Klugerella olasoi är en mossdjursart som beskrevs av Lopez de la Cuadra och Garcia-Gomez 2000. Klugerella olasoi ingår i släktet Klugerella och familjen Cribrilinidae. Inga underarter finns listade i Catalogue of Life.